# Glover (Vermont)
Glover és una població dels Estats Units a l'estat de Vermont. Segons el cens del 2000 tenia 966 habitants.

## Demografia
Segons el cens del 2000, Glover tenia 966 habitants, 384 habitatges, i 269 famílies. La densitat de població era de 9,8 habitants per km².
Dels 384 habitatges en un 29,7% hi vivien nens de menys de 18 anys, en un 58,9% hi vivien parelles casades, en un 8,6% dones solteres, i en un 29,9% no eren unitats familiars. En el 23,2% dels habitatges hi vivien persones soles el 7,3% de les quals corresponia a persones de 65 anys o més que vivien soles. El nombre mitjà de persones vivint en cada habitatge era de 2,4 i el nombre mitjà de persones que vivien en cada família era de 2,83.
Per edats la població es repartia de la següent manera: un 22% tenia menys de 18 anys, un 6,1% entre 18 i 24, un 23,2% entre 25 i 44, un 34,1% de 45 a 60 i un 14,6% 65 anys o més.
L'edat mediana era de 44 anys. Per cada 100 dones de 18 o més anys hi havia 95,6 homes.
La renda mediana per habitatge era de 33.403 $ i la renda mediana per família de 38.309 $. Els homes tenien una renda mediana de 25.977 $ mentre que les dones 21.172 $. La renda per capita de la població era de 15.112 $. Entorn del 10,8% de les famílies i l'11,9% de la població estaven per davall del llindar de pobresa.